# Francesco Borromini
Francesco Borromini (n. 25 septembrie 1599, Bissone⁠(d), Cantonul Ticino, Elveția – d. 3 august 1667, Roma, Statele Papale) a fost un arhitect elvețian, maestru al barocului în arhitectură.

## Lucrări
- Sant'Ivo alla Sapienza⁠(en)[traduceți], capodoperă a arhitecturii romane